# Januszkowice (gromada w powiecie oleśnickim)
Januszkowice – dawna gromada, czyli najmniejsza jednostka podziału terytorialnego Polskiej Rzeczypospolitej Ludowej w latach 1954–1972.
Gromady, z gromadzkimi radami narodowymi (GRN) jako organami władzy najniższego stopnia na wsi, funkcjonowały od reformy reorganizującej administrację wiejską przeprowadzonej jesienią 1954 do momentu ich zniesienia z dniem 1 stycznia 1973, tym samym wypierając organizację gminną w latach 1954–1972.
Gromadę Januszkowice z siedzibą GRN w Januszkowicach utworzono – jako jedną z 8759 gromad na obszarze Polski – w powiecie oleśnickim w woj. wrocławskim, na mocy uchwały nr 23/54 WRN we Wrocławiu z dnia 2 października 1954. W skład jednostki weszły obszary dotychczasowych gromad Januszkowice, Łosice, Jaksonowice, Dąbrowice i Dobroszów Oleśnicki ze zniesionej gminy Jenkowice w tymże powiecie oraz Kępa ze zniesionej gminy Skarszyn w powiecie trzebnickim w tymże województwie. Dla gromady ustalono 13 członków gromadzkiej rady narodowej.
1 stycznia 1960 gromadę zniesiono, a jej obszar włączono do gromad: Długołęka (wsie Łosice, Dąbrowice i Dobroszów) i Dobra (wsie Januszkowice, Jaksonowice, Kępa i Michałowice) w tymże powiecie.